# Michael Meyer-Blanck
Michael Meyer-Blanck (* 18. Juni 1954 in Cuxhaven) ist ein evangelischer Theologe und Hochschullehrer an der Rheinischen Friedrich-Wilhelms-Universität Bonn.

## Leben
Von 1972 bis 1979 studierte Meyer-Blanck in Köln, Mainz, Heidelberg und Göttingen. 1979 und 1981 bestand er die erste und zweite Kirchenprüfung. Er wurde Geistlicher der Evangelisch-lutherischen Kirche Hannovers. Von 1979 bis 1987 war er in Göttingen und Bramstedt pastoral tätig. Von 1987 bis 1995 war er Dozent am Religionspädagogischen Institut in Loccum. Er promovierte 1991 und habilitierte sich 1994 in Praktischer Theologie an der Universität Münster. 1995 wurde Meyer-Blanck Professor für Praktische Theologie und Religionspädagogik an der Humboldt-Universität zu Berlin und 1997 Professor an der Universität Bonn.
2006 wurde er Vorsitzender der Liturgischen Konferenz der Evangelischen Kirche in Deutschland. Er ist auch Vorsitzender der Wissenschaftlichen Gesellschaft für Theologie.
Der Senat der Christlichen Theologischen Akademie Warschau verlieh ihm 2017 den Ehrendoktortitel.